# Pastorat Kirchweg 3
Das Pastorat Kirchweg 3 im niedersächsischen Elsfleth-Moorriem, Ortsteil Bardenfleth-Eckfleth im Landkreis Wesermarsch, stammt aus dem frühen 18. Jahrhundert.

Aktuell (2023) wird es als Wohnhaus genutzt.
Das Gebäude steht unter Denkmalschutz (siehe auch Liste der Baudenkmale in Elsfleth).

## Geschichte
Das eingeschossige traufständige Zweiständer-Hallenhaus in Fachwerk mit Steinausfachungen, auf profilierten Knaggen vorkragendem reetgedecktem Krüppelwalmdach und Niedersachsengiebeln, wurde in der ersten Hälfte des 18. Jahrhunderts auf einer Wurt unmittelbar östlich der Kirche gebaut.
Das Küster- und das Pfarrhaus wurden für die 1620 errichtete evangelische Kirche St. Anna gebaut.
Das Landesdenkmalamt befand: „… geschichtliche Bedeutung … als Teil der Gruppe Eckflether Kirche …“